# Yeya Duciel
Yeya Duciel (Buenos Aires, 22 de agosto de 1929) es una actriz cinematográfica y teatral y cantante argentina.

## Carrera
Duciel se inició en su adolescencia en roles secundarios y protagonistas en varios films durante la «década dorada» cinematográfica argentina. A lo largo de su carrera ―que comenzó en la segunda mitad de los años cuarenta―, compartió escenas con primeras figuras de la escena nacional como Miguel Gómez Bao, Carlos Cores, Felisa Mary, Tito Gómez, José Olarra, Blackie, Ricardo Duggan, Mariano Mores, Lydia Quintana, Amalia Bernabé, Maruja Roig, Diana Ingro, Carlos Lagrotta, Carlos Belluci, entre otros.
Su debut cinematográfico sucedió en 1945 con La señora de Pérez se divorcia, protagonizada por Mirtha Legrand y Juan Carlos Thorry, en el papel de una alumna. Sin embargo su trabajo ―al igual que el de la actriz Olga Zubarry― no se vio reflejado en los créditos de la película.
Yeya Duciel protagoniza la película Estrellita.
En los años sesenta se casó con un marino argentino. Desde aquel momento dedicó el tiempo a su familia y sus hijos y abandonó el trabajo actoral.

### Filmografía
- 1946: Un beso en la nuca
- 1946: Adán y la serpiente
- 1947: Estrellita
- 1949: La doctora quiere tangos
- 1949: Corrientes, calle de ensueños
- 1949: El ídolo del tango
- 1950: Hombres a precio[3]

### Teatro
Duciel se destacó en el teatro con la obra ¿Quién le teme a Virginia Woolf?, de Edward Albee (1965), junto con Miguel Bebán, Myriam de Urquijo, Luis Mottura, Alejandro Holst y Alba Mujica.
En la obra Madame 13 (1945) presentó sus dotes como cantante junto a las actrices Lila Kay y Pola Neu. Esta obra también estaba integrada por Alberto Closas, Elena Lucena, Nelly Darén y Homero Cárpena.
En 1949 regresó con la obra ¿Sabe usted plantar repollos?, estrenada en el teatro Empire, junto con Hugo Pimentel, María Santos, Eloísa Cañizares, Manuel Collado Montes, Oscar Soldati y Juan Carlos Altavista.
En 1950 trabajó en Gringalet, con un elenco que incluía a Nicolás Fregues, Hugo Pimentel, Gloria Ferrandiz, Eloísa Cañizares y Ángel Magaña.
En 1967 hizo Gigí, junto con Marilina Ross, Raúl Aubel, Lydia Lamaison, Franca Boni, Luna Aisemberg y Giani Fiori.